# الحزب الديمقراطي (كينيا)
الحزب الديمقراطي هو حزب سياسي محافظ في كينيا. تأسس الحزب في عام 1991 على يد جون كين ومواي كيباكي بعد إلغاء القسم 2 أ من الدستور. في الانتخابات التشريعية، 27 ديسمبر 2002، كان الحزب شريكًا في ائتلاف قوس قزح الوطني، الذي حصل على 56.1٪ من الأصوات الشعبية و125 من أصل 210 مقعدًا منتخبًا. الحزب نفسه حصل على 36 من هذه المقاعد. وفي الانتخابات الرئاسية في نفس اليوم، أيد الحزب مواي كيباكي الذي فاز بنسبة 62.2٪ وانتخب. كيباكي هو زعيم الحزب. في الانتخابات العامة الكينية 2007، كان الحزب الديمقراطي جزءًا من حزب الوحدة الوطنية بقيادة الرئيس مواي كيباكي في الانتخابات العامة لعام 2007، وعين أحد أعضائه، ويلفريد ماتشاج، وزيراً في مجلس الوزراء الذي عينه كيباكي قبل تشكيل حكومة الائتلاف الكبير.

## روابط خارجية
- الموقع الرسمي
- بيان الحزب 2007
- المرشحون البرلمانيون للحزب 2007